# Yitzhak Yedid
Yitzhak Yedid (Yitzhaka Yedida, Hebr. יצחק ידיד, ur. 29 września 1971) – izraelsko-australijski kompozytor współczesnej muzyki klasycznej i improwizujący pianista, zdobywca wielu nagród. Yedid został okrzyknięty jednym z najoryginalniejszych kompozytorów współczesnej międzynarodowej sceny muzycznej.

## Biografia
Yitzhaka Yedida urodził się w Jerozolimie w rodzinie żydowskiej pochodzenia syryjskiego i irackiego. Jego początkowe doświadczenia muzyczne obejmowały uczęszczanie na nabożeństwa liturgiczne w lokalnej synagodze, gdzie chłonął dźwięki i rytmy Baqashot w stylu syryjskim.
Podczas gdy młody Icchak zanurzał się w muzyce zakorzenionej w tradycji Mizrahi (żydowsko-arabskiej) i wykonywaniu tradycyjnych pieśni opartych na Maqamat, jego matka nalegała, aby zapoznać go z zachodnią muzyką klasyczną i zachodnim instrumentem. Już w wieku siedmiu lat rozpoczął naukę gry na fortepianie u prywatnego instruktora. Gdy był nastolatkiem, jego zainteresowania muzyczne przesunęły się w stronę fortepianu jazzowego, a w wieku dwudziestu lat zainicjował wykonywanie swoich oryginalnych kompozycji z własnym zespołem nowej muzyki.
Yedida studiował w Rubin Academy of Music i New England Conservatory w Bostonie pod kierunkiem Rana Blake'a i Paula Bleya w latach 1997 i 1998. Yedid mieszka w Australii. W 2012 roku uzyskał stopień doktora na Uniwersytecie Monash w Melbourne, a następnie opublikował Metody integracji elementów muzyki arabskiej i muzyki żydowskiej inspirowanej językiem arabskim we współczesnej zachodniej muzyce klasycznej.
W centrum jego praktyki artystycznej leży współpraca interdyscyplinarna i międzykulturowa. Twórczość Yedida jest odzwierciedleniem jego głębokiego zainteresowania kulturą Bliskiego Wschodu, starożytnymi rytuałami, estetyką klasycznej i liturgicznej muzyki arabskiej oraz niezachodnimi praktykami wykonawczymi muzyki.

## Nagrody i wyróżnienia
Yedida został laureatem nagrody Fundacji Azrieli 2020 w dziedzinie muzyki żydowskiej. Jego zwycięska kompozycja Kiddushim Ve’ Killulim (Błogosławieństwa i przekleństwa) została jednogłośnie uznana przez jurorów nagrody kanadyjskiej za najlepsze nowe ważne dzieło muzyki żydowskiej. Yedid otrzymał łączny pakiet nagród o wartości ponad 200 000 dolarów kanadyjskich, który obejmował światową premierę jego utworu przez Le Nouvel Ensemble Moderne oraz nagranie wydane przez wytwórnię Analekta.
W 2018 roku Yedid otrzymał stypendium Sidney Myer Creative Fellowship o wartości 160 000 dolarów australijskich na okres dwóch lat.
Yedida przyznał dwie najważniejsze nagrody w Izraelu dla kompozytorów i wykonawców: Nagrodę Prezesa Rady Ministrów dla kompozytorów (2007) i Nagrodę Landaua w dziedzinie sztuk performatywnych (2009). W 2008 roku otrzymał pierwszą nagrodę kompozytorską za solowe dzieło na harfę Out to Infinity na 17. Międzynarodowym Konkursie Harfowym, co zaowocowało licznymi wykonaniami i nagraniami tego utworu na całym świecie. Yedid otrzymał stanowisko kompozytora-rezydenta w Judith Wright Arts Centre (Brisbane, 2010), w Western Australian Academy of Performing Arts (2008) oraz w Gallop House w stanie Waszyngton (2021, National Trust of Australia). 
Nagrody:
- Nagroda Premiera Izraela dla kompozytorów (2007)
- Nagroda Landaua w dziedzinie sztuk performatywnych (2009), Fundacja Michaela Landaua, Izrael
- Granty na kompozycję Australijskiej Rady ds. Sztuki
- Nagroda Komisji za utwór Out of Infinity (harfa solowa, 2008), Izraelski Międzynarodowy Konkurs Harfowy z okazji 50-lecia,
- Nagroda Międzynarodowego Festiwalu Oud w Jerozolimie (2006), Centrum Muzyki i Poezji Etnicznej, Konfederacja Kalman Sultanik,
- Artysta-rezydent w Judith Wright Center of Contemporary Arts (2010)
- Nagroda ACUM (2016)
- Stypendium kreatywne Sidneya Myera (2019)
- Kompozytor rezydent Gallop House (2021)
- Nagroda Azrieli w dziedzinie muzyki żydowskiej (2021)